# Фужер-Витре (округ)
Фужер-Витре (фр. Fougères-Vitré) — округ (фр. Arrondissement) во Франции, один из округов в регионе Бретань. Департамент округа — Иль и Вилен. Супрефектура — Фужер.
Население округа на 2018 год составляло 185 402 человека. Плотность населения составляет 84 чел./км². Площадь округа составляет 2199,33 км².

## Состав
Кантоны округа Фужер-Витре (с 1 января 2017 года):
- Валь-Куэнон (частично)
- Витре
- Жанзе (частично)
- Ла-Герш-де-Бретань
- Фужер-1 (частично)
- Фужер-2
- Шатожирон (частично)

Кантоны округа Фужер-Витре (с 22 марта 2015 года по 31 декабря 2016 года):
- Антрен (частично)
- Витре
- Ла-Герш-де-Бретань
- Фужер-1 (частично)
- Фужер-2
- Шатожирон (частично)

Кантоны округа Фужер-Витре (до 22 марта 2015 года):
- Антрен
- Аржантре-дю-Плесси
- Витре-Уэст
- Витре-Эст
- Ла-Герш-де-Бретань
- Лувинье-дю-Дезер
- Ретье
- Сен-Брис-ан-Когль
- Сент-Обен-дю-Кормье
- Фужер-Нор
- Фужер-Сюд
- Шатобур